# 被動符號規定
被動符號規定（英語：Passive Sign Convention），是一項符號規則，用於定義電壓、電流和電功率的正負號。一般而言，電功率的正負號是從被動元件（負載）的角度出發。電流由正極流向負極代表負載，功率定義為正數。相反，電流由負極流向正極，則代表電源或主動元件，功率是負數。
不過，符號規定只在科學或工程計算中使用，生產商提供的標示牌或資訊並不需要遵守符號規定。在日常生活中，無論是主動元件還是被動元件，幾乎所有設備的功率都以正數表示。

## 定義
被動符號規定指出，常規電流 i 的參考方向是順着電壓降 v 的參考方向時，以正號來表示端電壓與端電流的關係。
電功率 p 及電阻 r 則定義為：
{\displaystyle p=v\ i\,}
{\displaystyle r=v/i\,}
如果常規電流是流入元件的負極，則
{\displaystyle p=-v\ i\,}
{\displaystyle r=-v/i\,}
根據這些規定，負載的電功率和電阻是正數，電池和發電機的電功率和電阻則是負數。

## 符號規定
主動符號規定
採用主動符號規定時，電功率的正負號是從主動元件的角度出發。電流從元件的負極流入，正極流出，則電功率定義為正數。正數代表產生電力。此時，主動元件的電率和電阻是正數，被動元件的電率和電阻是負數。主動符號規定只會在特別情況下使用，例如是電力工程。
被動符號規定
採用被動符號規定時，電功率的正負號是從被動元件的角度出發。電流從元件的正極流入，負極流出，則電功率定義為正數。正數代表消耗電力。此時，被動元件的電率和電阻是正數，主動元件的電率和電阻是負數。這是通常使用的符號規定。

## 交流電
由於符號規定只是規定變量本身的正負號，而不是規定電流的方向，因此符號規定也適用於交流電。
事實上，即使交流電的方向會出現週期性變化，它依然遵從符號規定。在上半個週期，電流從正極流入被動元件，電功率是正，與被動符號規定相同。在下半個週期，電流以相反方向流入，但同時電壓的極性也變成相反。在負負得正的情況下，電功率依然是正，所以電力流向始終保持不變。

### 交流電功率
有功功率與無功功率的正負符所代表的物理意義並不相同。交流電的有功功率與直流電功率相同，正負符代表提供或消耗電能，反映該元件是屬於電源還是負載。
在無功功率中，正負符反映該電源或負載的抗性。在被動符號規定下，正數代表電感性；負數代表電容性。

## 發電機——電動機規定
有時候，電力工程人員會採用另一套符號規定，稱為發電機——電動機規定（Generator-load Convention）。發電機規定（Generator Convention）是指主動元件採用主動符號規定；電動機規定（Load Convention）則指被動元件採用被動符號規定。採用此規定時，電阻在任何情況下都是正數，因此更符合現實情況，也避免了負電阻與負數值的電阻產生混淆。正值的無功功率在負戴端代表消耗無功功率（電感性），負值代表提供無功功率（電容性）。對於發電機，正值代表產生無功功率（電感性），負值代表吸收無功功率（電容性）。
不過，此規定在電子學中無法使用。因為一些電子元件並不能簡單地分類為「電源」或「負載」。部分電子元件在其工作範圍的某些區域下具備負阻特性，會提供電能，但在其他區域則與普通的電阻一樣消耗電能。有部分甚至會在交流電週期的不同部分，分別吸收和提供電能。這與电流-电压特性曲线的形狀有關。例如，蓄電池在接駁至高於開路電壓時可充電，低於開路電壓時可放電。它可以是電源，也可以是負載。電子元件在不同電壓、電流及頻率下，輸出可以有極大的變化。所以，電子學所使用符號規定必須允許把同一元件的電阻及電功率寫成正數，也能寫成負數。